# 米田建三
米田 建三（よねだ けんぞう、1947年10月5日 - ）は、日本の元政治家。自由民主党所属の元衆議院議員（3期）。元帝京平成大学教授、元日本航空学園理事・教育顧問。現在、公益社団法人・国際経済交流協会会長、学校法人藤田学園顧問・藤田医科大学客員教授、一般社団法人・消毒抗菌高度技能認定協会会長、一般社団法人・日本コインランドリー連合会常任顧問、一般社団法人・日本セキュリティ協会顧問。

## 経歴
長野県大町市出身。長野県松本深志高等学校を経て、1972年横浜市立大学商学部卒業後、徳間書店に入社。アサヒ芸能の記者などを務める。1987年横浜市会議員に当選、その後は建設大臣秘書官などを歴任。
1990年2月、第39回衆議院議員総選挙に旧神奈川4区より自民党公認で立候補し、落選。1993年7月、第40回衆議院議員総選挙に旧神奈川4区より自民党公認で立候補し初当選。1994年4月、自民党を離党。自由党に参加。その後、自由改革連合を経て、同年12月の新進党結党に参加。
新進党当時は小沢一郎の側近として、1995年12月に小沢が党首に就任すると党首補佐役に就任、やがて、小沢の政治手法に激しく反発、対立関係になっていった。1996年10月、新進党から第41回衆議院議員総選挙に立候補し比例単独候補として再選されたが、かねてよりの小沢との対立関係から10月31日に新進党を離党した。
1997年5月、自民党に復党。江藤・亀井派に所属する。2000年、自民党から第42回衆議院議員総選挙に立候補し比例単独候補として3選。内閣府副大臣、拉致議連副会長などの要職を務める。鈴木宗男とは極めて近い関係にあった。鈴木派結成の暁には松岡利勝が幹事長、米田が事務局長に就任するとまで言われた。鈴木への逮捕許諾請求が出た時は、冤罪の疑いがあると、国対副委員長として最後まで可決に抵抗。しかし、「ムネムネ」会の一員ではなく、マスコミの誤報については否定した。今日でも鈴木の政治家としての資質を高く評価している。
2003年8月、コスタリカ方式で神奈川5区から立候補する予定だったが、党県連内の敵対勢力による妨害行動に対抗し、同選挙区からの不出馬を表明。同年11月、第43回衆議院議員総選挙に自民党公認で山梨1区に落下傘として立候補。10年ぶりの選挙区立候補となるが落選。東京の出版社社員であった米田が、友人知人ゼロの横浜市戸塚区に降り立ち、わずかな準備期間で横浜市議会議員に当選。その横浜市議の一期目任期途中で自民党公認衆議院議員候補となった経緯から、地元生え抜きの地方議員の間には根深い反感があった。衆議院選挙での党内反対勢力の具体的な選挙妨害計画を察知し、内閣官房副長官を経て幹事長に就任していた安倍晋三にも相談のうえ、山梨一区での出馬となった。同区では、スキャンダルで引退した前任者の跡を受けて自民党から立候補する者がなく、たまたま山梨県内にも後援会があった米田に党県連から出馬要請がおこなわれたという事情もあった。その後、2004年4月に帝京平成大学教授に就任し、政治・外交・安全保障・災害などの時事問題を講義の内容として扱う。テレビ出演 や月刊正論など、論壇での活動もある。
2005年9月11日執行の第44回衆議院議員総選挙では、立候補しなかった（山梨1区の後継は赤池誠章）。凄まじい金権選挙の政治風土を知った神奈川や東京の有力支持者が、「いずれ必ず本人に傷がつく」と、山梨での選挙活動の続行に強く反対したからである。
安倍元総理は一貫して、米田の国政復帰に向けて手を差し伸べた。第44回衆議院総選挙においても東京ブロックでの比例名簿登載を提案。受諾すれば当選していたが、受諾しなかったため、自民党の議席が一つ野党候補に回されるという椿事が起きた。当時全国に後援会組織を展開していた米田は、参院全国比例で議席を持ち、より政策中心の活動をすることを目指していたからである。
安倍はなおも、米田の国政復帰に向け尽力する。
2007年7月29日執行の第21回参議院議員通常選挙に、安倍晋三の後押しをうけ自民党から比例区に立候補したが落選、2014年12月14日の第47回衆議院議員総選挙では、比例近畿ブロックで立候補するも落選。この選挙では、当初、北関東ブロックの名簿登載を安倍が提示した。しかし、公示日前日に直接、米田に連絡。「近畿ブロックが予想以上に議席を伸ばしそうなので当選の可能性が高い」と選挙区を変更した。結果は落選。深夜、メディアの選挙特番への出演をすべて終えた安倍は、米田に直接電話して、「すまん。間違えた」と詫びたという。
安倍が最後に米田の国政復帰に向けて手を差しのべたのは、2017年10月22日の第48回衆議院総選挙であった。比例東京ブロック単独2位で内示があったが、すでに複数の公共団体の役員を務め、超党派の保守系議員の支援や政策啓蒙活動に注力していた米田は辞退した。
2021年11月、旭日重光章を受章。

## 人物
衆議院当選直後から、保守の論客として頭角を現し、外交安全保障を中心に思想政策が一致する当選同期の安倍晋三元総理とは盟友とうたわれ、生涯、深い交流を続けた。安倍元総理は、米田の亡妻を偲ぶ会の実行委員長を、現職総理でありながら務めるなど、米田と深い絆を内外に示した。
憲法改正、安全保障態勢の強化等の課題で、議会の現場における米田の活躍を、安倍は期待し続けた。電話やメール、あるいは手紙で寄せられる米田の情報や提言を、安倍は常に真摯に受け止めた。
「第一次政権退陣表明の直後、米田がくれた激励の電話はうれしかった。そして、多くの人の態度が手のひら返しのように変わったとき、変わらず、様々な会合を設定して応援してくれた」米田の友情を忘れることはできないと、安倍はメディアの関係者に語っている。
米田が議席を離れた後も、政策研究会の主宰や関係諸団体の運営等を通じて、与野党保守系議員との太いパイプを維持している。

## 政策
- ｢タカ派」として知られ、拉致議連副会長を務め北朝鮮に制裁措置をとるべきだと主張。また中国に対しても強硬で、宥和的な外務省や川口順子元外務大臣の外交方針を批判していた。外国人地方参政権問題でも「国の運命に最終的な責任を持ち得ない外国籍の方に参政権を与えるべきではない」と反対し、外国人参政権反対運動の理論的支柱。
- 人権擁護法案について、人権救済やプライバシー保護を名目とした言論弾圧につながりかねないと主張している。
- 首相による靖国神社への参拝を強く支持し、自らも毎年参拝を欠かさない。
- 国防族の一人で「外交・防衛がやりたくて国会議員になった」と公言するほどの防衛通。中国や北朝鮮の脅威に対抗するためミサイル防衛の必要性をテポドン・ショック以前から主張してきた。
- 外交・安保では「タカ派」だが、天皇制に関しては旧来型保守論客にありがちな無条件崇拝派ではない。人類学、民族学、歴史に造詣が深く、科学的立場から、天皇は日本国家形成の過程で発生した一機関として位置付け、「皇国史観」とは一線を画す。そのため、保守勢力の一部には、本質は「共和主義右派」とみて批判（反発）する向きもある。

## 発言
- 自由民主党・前衆議院議員の中山正暉が、取材に来た斎藤貴男に対して「斎藤さん、私は怖いんです」と前置きして、米田との間に以下のようなやり取りがあった事を語った。「（米田建三君が）『中山先生、北朝鮮がテポドンを撃ってくるというならば、こちらから先制攻撃をかけましょう』と言い出したんです。私は『米田君、待ってくれ、ミサイルを撃ったらそこには人が住んでいるんだよ、（日本人を殺そうとしている）人が死ぬんだ。そのことを君はわかっているのかね』と言い返したが、わかっていなさそうだった」
- かつて、米田の国防に関する発言は、突出した発言として過大あるいは歪曲して伝えられたが、月刊誌「正論」等での国防政策に関する論文は専門家の高い評価を得ていた。そして今日、米田の持論であった「敵の攻撃を抑止する力としての敵地攻撃力保有論」は常識になっている。

## 日本青年社との関係
正論平成19年10月号に掲載された殿岡昭郎執筆による論文中に、あたかも日本青年社が北朝鮮と麻薬取引に関与しているかのような記述があったこと対し日本青年社が抗議を行ったが、米田は同年正論12月号で産経新聞と日本青年社の仲介役となり殿岡らと対談、編集部と殿岡が非を認める。後日これを受け日本青年社がは矛を収めた。殿岡は以後、日本青年社の総会や講演会に参加し日本青年社寄りの著作を出版することとなる。

## 著書
特記なきものはエール出版社より
- 『儲かって笑いのとまらない小さな会社の研究』（1984年）
- 『儲かって笑いのとまらないヒット商品の研究』（1985年）
- 『男が転職を決断する時』（1985年）
- 『日本の反論―戦勝国の犯罪を検証する』（並木書房,2006年）
- 『危ない！人権擁護法案』（展転社,2006年/共著・平沼赳夫・城内実・櫻井よしこ等）